# Christian Chávez
José Christian Chávez Garza (Reynosa, Tamaulipas, 7 de agosto de 1983) es un actor y cantante mexicano. Conocido por interpretar a Giovanni Méndez en Rebelde, por ser parte del grupo musical RBD y por su personaje Patricio "Pato" Lascuráin Villegas, en la serie mexicana La casa de las flores. 
Chávez comenzó su carrera interpretando el papel de «Fernando "Fercho" Lucena» en la telenovela mexicana  Clase 406 (2002), es hasta su papel en la telenovela Rebelde (2004) que alcanzó fama internacional interpretando el papel de «Giovanni Méndez», formando además parte del exitoso grupo RBD. En 2007, el cantante realiza su debut en teatro en la obra Hoy no me puedo levantar y en 2008 participó en el musical Avenida Q. En 2012, interpretó el papel de «Daniel» en la serie Fixing Paco para la cadena ABC. En 2014, Chavéz vuelve a la televisión como participante en el reality show Top Chef Estrellas.
En 2009, con la terminación de la agrupación, Chávez anunció el lanzamiento de su primer disco como solista titulado Almas transparentes (2010). En 2012 lanzó su primer álbum en vivo Esencial.

## Biografía

### 1983-2002: Comienzos artísticos yClase 406
José Christián Chávez Garza nació el 7 de agosto de 1983 en Reynosa, Tamaulipas. En el año 2000, Chávez se mudó a México, D.F para estudiar en el Centro de educación artística (CEA) de Televisa.
En 2002 realizó su debut como actor, se integró al elenco de la telenovela mexicana Clase 406. En 2003 Chávez recibió el premio al mejor actor revelación en los Premios TVyNovelas 2003 por su papel como Fernando Lucena 'Fercho'.

### 2004-2008: RBD, fama mundial yAvenida Q
En 2004, Pedro Damián lo invitó a formar parte del elenco de la telenovela Rebelde, donde interpretó el papel de Giovanni Méndez. Chávez se integró a su vez al grupo musical RBD. En noviembre de 2004, se lanzó el álbum debut titulado Rebelde, el disco obtuvo certificación de disco de diamante y oro por sus 550 000 copias vendidas. Diez meses después se lanzó el segundo álbum de estudio titulado Nuestro amor, sorprendió rompiendo récords al conseguir disco de platino en sólo siete horas, y logró ser nominado a los Grammy Latinos como mejor álbum vocal pop dúo o grupo., en 2004 Chávez es invitado al programa de concursos venezolano La guerra de los sexos concursando como integrante del equipo masculino participando en las ginkanas Los chismosos, La cámara de la tortura y El stripper intelectual al final termina ganando el equipo masculino dándole la victoria a Christian Chávez; El 19 de julio de 2005, RBD lanzó su primer álbum en vivo y DVD titulado Tour generación RBD en vivo, grabado durante su primera gira nacional.

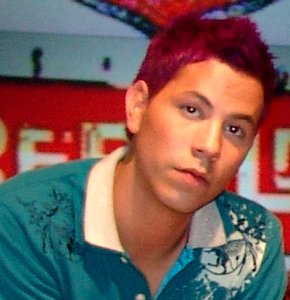
Christian durante una conferencia de prensa con RBD, en 2006.

En noviembre de 2005 lanzaron Rebelde-Edição Brasil. También vuelve a ser invitado a competir a "La guerra de los sexos" esta vez concursando en las ginkanas El sofá loco, La carrera de los burros y otras ginkanas, al final terminan ganando las mujeres. En mayo de 2006 lanzaron Nosso Amor. Incluso en este idioma, cada uno de los álbumes encabezó las listas y obtuvo ventas multiplatino. En abril de 2006 sacan a la venta su segundo CD/DVD en vivo titulado Live in Hollywood. En octubre de 2006, RBD regresó a Río de Janeiro para ser el primer artista de habla hispana en dar un concierto como artista principal en la historia del Estadio Maracaná, el más grande del mundo, ante 50 000 espectadores, donde filmaron el DVD Live in Río, lanzado en febrero de 2007. Al mismo tiempo superaban los dos millones discos vendidos en los Estados Unidos. El concierto que otorgaron en el estadio "Vicente Calderón" de Madrid ante más de 40 000 personas como parte de la gira Celestial World Tour, se grabó y se lanzó como su cuarto CD/DVD, Hecho en España.
RBD hizo su debut en inglés con Rebels a dos semanas de haber lanzado Celestial, aumentando su fama con su éxito bilingüe «Tu amor». En noviembre de 2007, RBD publicó Empezar desde cero y lanza su primer sencillo, «Inalcanzable». El CD recibió una nominación en los Grammy Latinos como mejor álbum vocal pop dúo o grupo. En febrero de 2008 dan comienzo a su gira internacional Empezar Desde Cero Tour. El 24 de marzo de 2009, lanzan el DVD Live in Brasilia, filmado durante dicha gira ante más de 900 000 personas.
El 14 de marzo de 2007 se estrenó el primer capítulo de la primera serie del grupo titulada RBD: la familia, que contó con trece capítulos y fue transmitida en México y Estados Unidos. El 8 de junio de 2007 se estrenó la obra de teatro Hoy no me puedo levantar donde realizó su debut interpretando a Colatte. En 2008 interpretó el papel de Princeton, en el musical de Broadway, Avenida Q.
Tras 4 años de éxitos, el grupo anunció su separación en 2008 y un tour mundial de despedida llamado Gira del Adiós, realizando presentaciones en toda América y Europa. En marzo de 2009, como despedida lanzan su último disco titulado Para olvidarte de mí. En noviembre de 2009 lanzan el último DVD, Tournée do Adeus filmado durante su última gira.

### 2009-2011: Carrera como solista yAlmas transparentes
El 25 de enero de 2010, Christian lanzó a la venta su primer sencillo como solista titulado «¿En donde estás?», compuesto por Mauricio Arriaga. El video musical del sencillo se colocó en el puesto cincuenta y seis de la lista Los 100 primeros del 2010. El 23 de marzo de 2010 lanzó a la venta su álbum debut Almas transparentes, fue producido por Loris Ceroni y debutó en el puesto cincuenta y seis del chart mexicano. En Brasil el álbum se posicionó en el puesto veinte del chart de ABPD.
El 22 de marzo de 2011, se lanzó a la venta a través de descarga digital la canción «Libertad», a dueto junto a su excompañera de RBD y cantante mexicana, Anahí. El sencillo fue escrito por el propio Chávez en colaboración con Samo, integrante de la banda mexicana Camila. El 26 de abril de 2011 se lanzó el extended play (EP) titulado Libertad, que incluyó el sencillo y cuatro remixes del mismo así como también el video musical.
En 2011 dejó la casa disquera EMI Music y solicitó su carta de retiro, comenzando de nuevo con la condición de que seguirá pagando un porcentaje hasta cubrir lo invertido por EMI en su carrera. Esto fue debido a que su primer disco como solista fue un fracaso, su álbum debut Almas transparentes lanzado en el 2010, no le dejó un buen sabor de boca, ya que la disquera no le permitió involucrarse como le habría gustado.

«No lo veo como un tropiezo, sino como una enseñanza; No estuve involucrado absolutamente en nada más que cantar y promocionarlo, ni siquiera fue una promoción que pude hacer bien»
Christian Chávez sobre su primer álbum.

### 2012-2013:Esencial
En 2012, Chávez reconoció que los escándalos llegaron a opacar su desempeño artístico, por lo que le tomó años atreverse a lanzar su álbum en vivo Esencial. Durante una entrevista con The Associated Press desde Los Ángeles, el cantante comentó que creía «que de pronto la personalidad que salía más en los chismes, en las revistas, se comía a Christian Chávez. Mucha gente no se ha dado la oportunidad de escuchar mi propuesta como cantante, como artista [...] Esto no es para demostrarle nada a mis detractores, sino para mostrar una nueva faceta».
El 22 de mayo de 2012 se lanzó, en forma independiente, a la venta Esencial (EP). El cual contenía tres temas, un cover en español y portugués del gran cantautor Brasileño Roberto Carlos, «Como es grande mi amor por ti», a dueto con la famosa banda brasilera CINE. Un regalo del cantautor Mexicano Juan Gabriel, «No me olvides». Por último su sencillo «Sacrilegio», compuesto por Chávez junto a la compositora Claudia Brant. Estos tres temas fueron grabados en vivo en el concierto acústico que se grabó en el mes de enero en Brasil. En junio, Christian hizo una gira de promoción del DVD y conciertos en más de las diez ciudades incluyendo: Salvador, Fortaleza, Recife, Belo Horizonte, Cuiaba, Río de Janeiro, Porto Alegre, Sao Paulo, Goiana y Brasilia.
El 4 de julio de 2012, se presentó en la Ciudad de México como parte de la promoción de dicho DVD, la presentación de este EP, contó con la presencia de Ana Victoria, y de su amiga Maite Perroni, ex RBD, con quienes compartió el escenario al interpretar unos temas juntos.
El 14 de agosto de 2012, salió a la venta a través de descarga digital su álbum en vivo titulado Esencial, compuesto de doce temas, incluyendo sus sencillos «Sacrilegio» y «Libertad», además de los tres temas incluidos en la edición EP del álbum, lanzado previamente. Este álbum tampoco tuvo éxito. En octubre de 2012 se estrenó la serie Fixing Paco, para la cadena ABC, interpretando el papel de «Daniel».
El 20 de noviembre de 2012, lanzó a la venta el sencillo «Mas vale tarde que nunca» junto a la cantante Ana Victoria, compuesta por Christian y la compositora argentina Claudia Brant, producida por Ulises Lozano integrante de la agrupación mexicana Kinky. El 26 de febrero de 2013, se estrenó el video musical de la canción por Ritmoson Latino. En mayo de 2013, Chávez lanzó el sencillo «Buenas noches», el sencillo hizo alusión a los problemas por violencia doméstica que tuvo con su pareja Ben Stewart-Kruger.

### 2014-2015:Top Chef Estrellas,Hoy no me puedo levantaryEsse artista sou eu
En febrero de 2014 se confirmó que Christian formaría parte del reality show de Telemundo Top Chef Estrellas. El 16 de febrero de 2014 se estrenó el primer episodio de la temporada. En mayo de 2014 se anunció que Chávez volvería a interpretar el papel de Colatte en el musical Hoy no me puedo levantar, producido por Alejandro Gou y llevado a cabo en el Teatro Aldama en México. En junio de 2014 se confirmó la participación de Chávez en el programa de televisión Esse Artista Sou Eu, versión brasileña de Tu cara me suena.
En octubre del 2015 participa en el cortometraje mexicano "Entropía de un hombre ordinario", una producción de alumnos universitarios, dirigido por Héctor de Mucha y producido por Diegogh Alvarado, el cual se estrenó el 8 de diciembre en México.
El 4 de noviembre de 2015 estrenó su sencillo «¿Dónde quedo yo?» a dueto con la cantante Jass Reyes perteneciente a su segundo álbum de estudio titulado Historias de verano. El álbum salió a la venta en 2016. El 5 de noviembre de 2015 se estrenó el video musical del sencillo, fue dirigido por Juan Pablo Cuarón.

### 2018-presente: Debut en cine
En abril de 2018 realiza su debut con la película titulada En las buenas y en las malas. Chavéz comentó: “En esta historia se habla del amor, pero desde otro punto de vista. Mi personaje es de los que dicen enamorarse no por el sexo, sino por el corazón, puede ser hombre o puede ser mujer, pero pasa una serie de eventos desafortunados y se da cuenta de varias cosas”, el actor comparte pantalla con Diana Bracho, José Alonso, Zuria Vega y Alberto Guerra.
El 2021 fue un año de mucho trabajo para el actor, pues se integra a la tercera temporada de la serie de Netflix "La Casa De Las Flores" en un Personaje Secundario del director Manolo Caro, además participó en la telenovela "La Suerte de Loli" como Personaje Principal, también protagonizó la serie de Netflix "Madre Sólo Hay Dos" como Personaje Secundario, 
En el 2023 regresa como invitado a la serie "Cualquier Parecido" a través de Vix+ y Paramount+. 
A Mediados del 2024 regresa al Teatro con una nueva obra titulada "Mentidrags" una versión drag queen del famoso musical "Mentiras "por lo que su participación como "Emmanuel" será con un vestuario mucho más llamativo, el intérprete ve en este proyecto una culminación de su búsqueda personal, ya que el personaje le recuerda mucho a su vida y proceso de asumir con orgullo público su sexualidad el cual la obra todavía está activa, pues ha tenido mucho éxito.
El 13 de marzo del 2025 fue invitado a desfilar en el carnaval de Río de Janeiro, Brasil, con respecto a la música, el 6 de mayo de 2025 lanza su quinto y nuevo EP "Sí" con un total de 4 canciones completamente escritas por él, ya que según palabras de él mismo, éste es su proyecto más personal y que ha trabajado bastante a lo largo de dos años. Se han lanzado dos sencillos promocionales "Sí Mañana Me Voy" y "Sí Te Hablara De Él".

## Otras actividades

### Actividades humanitarias
En mayo de 2012, Christian se convirtió en vocero de la campaña del expresidente de los Estados Unidos, Barack Obama. El 2 de junio de 2012, se presentó en la "XXXIV Marcha Nacional del Orgullo y la Dignidad" en México, donde fue nombrado rey de esta marcha gay, además de presentar su concierto, junto a otros artistas. El 10 de junio de 2014, Chavéz pasó a formar parte del programa contra el acoso escolar, que se titula #ElBullyingNoEsUnJuego, que tuvo lugar en una escuela de Ciudad Victoria, Tamaulipas.

### Imagen y productos
- Pretextos: juego de mesas de Rebelde (2004).
- Rebelde: perfumes de cada personaje Rebelde (2004-2006).[67]
- Línea exclusiva de 400 productos (2007-2008).[68]
- Línea de ropa y accesorios Suburbia (2008).[69]
- Imagen de Pepsi: incluía cuadernos, mochilas y vasos con la imagen de RBD (2007).[70]
- Imagen de Calvin Klein (2011).[71]

## Vida personal
En marzo de 2007, el actor envió un comunicado declarando públicamente su homosexualidad y su matrimonio con BJ Murphy, el cual conoció en Canadá mientras grababa la telenovela Rebelde. Ese mismo año fue detenido por posesión de marihuana. En febrero de 2008 se desplomó durante un concierto de RBD en San Salvador. En 2009 se confirmó el divorcio con su ya exmarido BJ Murphy.
El 30 de abril de 2013, Christian y su pareja Ben Kruger, son arrestados bajo el cargo de sospecha de violencia doméstica, en Los Ángeles, Estados Unidos. El 2 de mayo de 2013, el cantante se presenta ante la fiscalía de la Corte de Los Ángeles. El 15 de mayo de 2013, Kruger presentó una denuncia en contra del cantante acusándolo de intento de asesinato. El 24 de mayo de 2013, el personal de Christian emitió un comunicado pidiendo un «alto a los chismes». El 27 de mayo de 2013, Christian se presenta en el programa estadounidense Sal y Pimienta donde explica lo sucedido la noche que fue arrestado, argumentando «Cuando tú estás con una persona que te ama y le abres las puertas de tu corazón, de tu familia, de tu carrera, nunca piensas que al terminar la relación va a ser de esta forma. Si yo no hablé antes del maltrato que viví, no sólo físico sino psicológico durante esta relación, es porque afortunadamente mi vida nunca ha estado envuelta en chismes».
En octubre de 2013, "juega" con el suicidio y muestra una secuencia de imágenes en sus redes sociales, donde presuntamente había cortado sus venas. Durante una entrevista, el cantante confirmó que no se trató de una broma, asegurando que las fotos fueron reales, agregando «Estoy pasando por un proceso difícil. Sé que muchos jóvenes pasan por este tipo de procesos. Pero también sé que con mi familia, y con el amor de todos ustedes, con el amor de Dios y sobre todo luchando por lo que quiero y amo, voy a salir adelante».
El 13 de noviembre de 2015, Chávez habla por primera vez, en el programa estadounidense Despierta América, sobre su intento de suicidio. Durante la entrevista explicó que el motivo se debió a una fuerte depresión, explicando que «lo había perdido todo y ya no quería vivir», argumentó que los escándalos personales que protagonizó durante el año 2013 «lo llevaron a perder un contrato muy grande, y a tener que regresar a México sin nada después de vivir una temporada en Los Ángeles». Finalmente, mencionó que la cantante Anahí, excompañera de RBD fue quien llegó a auxiliarlo, acompañada por otras personas tumbaron la puerta de la residencia de Chávez en México.
El 2018 comenzó una relación con el maquillador Maico Kemper, pero solo después la confirmó. En 2020 la pareja terminó sus enlaces de manera polémica en que supuestamente Chávez golpeó a Kemper con una botella. Christian se utilizó de las redes sociales para defenderse, alegando que no lo podría hablar detalladamente, pero tan solo cuando sus abogados lo creyeran pertinente. 

## Filmografía
| Telenovelas          | Telenovelas                        | Telenovelas               | Telenovelas                       |
| Año                  | Telenovela                         | Personaje                 | Notas                             |
| -------------------- | ---------------------------------- | ------------------------- | --------------------------------- |
| 2002-2003            | Clase 406                          | Fernando "Fercho" Lucena  | Coprotagonista                    |
| 2004-2006            | Rebelde                            | Giovanni Méndez López     | Protagonista                      |
| 2007                 | Lola, érase una vez                | Él mismo                  | 1 Episodio                        |
| 2009-2010            | Hasta que el dinero nos separe     | Sergio                    | Participación especial            |
| 2016-2017            | Despertar contigo                  | Cristian Leal Ventura     | Coprotagonista                    |
| 2018-2019            | Like                               | Gabriel "Gabo"            | Personaje secundario              |
| 2021                 | La suerte de Loli                  | Matías Fonseca            | Personaje principal               |
| Series               |                                    |                           |                                   |
| Año                  | Título                             | Personaje                 | Notas                             |
| 2007                 | RBD: la familia                    | Chris                     | Protagonista, 13 Episodios        |
| 2009                 | Hermanos y detectives              | Sebastián                 | 1 Episodio                        |
| 2012-2014            | Fixing Paco                        | Daniel                    | WebSerie                          |
| 2016                 | Rosario Tijeras                    |                           |                                   |
| 2020                 | La Casa de las Flores              | Patricio Lascuraín “Pato” | Personaje secundario.             |
| 2021                 | Madre sólo hay dos                 | Manolo                    | Personaje secundario              |
| 2023                 | Cualquier parecido                 |                           | Invitado                          |
| Teatro               |                                    |                           |                                   |
| Año                  | Título                             | Personaje                 | Notas                             |
| 2007                 | Hoy no me puedo levantar           | Colatte                   |                                   |
| 2008                 | Avenida Q                          | Eugenio/Rodrigo           | Interpreta dos papeles diferentes |
| 2014                 | Hoy no me puedo levantar           | Colatte                   |                                   |
| 2016                 | Marta tiene un marcapasos          | Poncho                    | producción de Gerardo Quiroz      |
|                      |                                    |                           |                                   |
| Cine (cortometrajes) |                                    |                           |                                   |
| Año                  | Título                             | Personaje                 | Notas                             |
| 2015                 | Entropía de un hombre ordinario    | Isaac                     | Protagonista                      |
| Cine (largometrajes) |                                    |                           |                                   |
| Año                  | Título                             | Personaje                 | Notas                             |
| 2018                 | En las buenas y en las malas       | Alberto                   | Protagonista, Comedia             |
| 2021                 | La Casa de las Flores: la película | Patricio Lascuraín "Pato" | Participación especial            |
| Programas            |                                    |                           |                                   |
| Año                  | Título                             | Personaje                 | Notas                             |
| 2005                 | La energía de Sonric'slandia       | Giovanni Méndez López     | 2 episodios                       |
| 2014                 | Top Chef Estrellas                 | Él mismo                  | Participante, 4 episodios         |
| 2014                 | Esse artista sou eu                | Varios artistas           | Participante, 7 episodios         |
| 2020                 | ¿Quién es la máscara?              | Pantera                   | Participante, 2 episodios         |
| 2022                 | ¿Quién cocina esta noche?          | Él mismo                  | Participante                      |
| 2023                 | Drag Race México                   | Él mismo / juez invitado  | 1 episodio                        |

## Discografía
- Álbum de estudio:

2010: Almas transparentes

- EPs

2011: Libertad
2012: Esencial EP
2018: Conectado
2025: Sí

- Álbumes en vivo

2012: Esencial

- Sencillos

2010: «¿En dónde estás?»
2010: «Almas transparentes»
2011: «Libertad» (Con Anahí)
2012: «Sacrilegio»
2012: «Mas vale tarde que nunca» (Con Ana Victoria)
2013: «Buenas noches»
2015: «¿Dónde quedo yo?» (Con Jass Reyes)
2017: «Tóxico»
2018: «Conectar» (Con Lexa)
2018: «Quédate» (Con Gustavo Mioto)
2020: «Celos»
2025: «Sí Mañana Me Voy»
2025: «Sí Te Hablara De Él»

## Tours
- 2009: Christian Pocket Show
- 2010: Libertad World Tour
- 2012-2013: Esencial Tour
- 2017: Intimates Tour

## Premios y nominaciones
| Año  | Premiación                    | Categoría                              | Trabajo                | Resultado | Ref.   |
| ---- | ----------------------------- | -------------------------------------- | ---------------------- | --------- | ------ |
| 2003 | Premios TVyNovelas            | Mejor revelación masculina             | Clase 406              | Ganador   |        |
| 2010 | Premios Orgullosamente Latino | Solista latino del año                 | Christian Chávez       | Nominado  | [ 95 ] |
| 2010 | Premios People en Español     | Mejor cantante o grupo pop             | Christian Chávez       | Nominado  |        |
| 2010 | Premios Top TVZ               | Trofeo TVZ                             | Christian Chávez       | Ganador   | [ 96 ] |
| 2011 | Premios People en Español     | Video del año                          | «Libertad» (Con Anahí) | Ganador   | [ 97 ] |
| 2011 | Premios People en Español     | Mejor cantante/Grupo pop               | Christian Chávez       | Ganador   |        |
| 2011 | Premios GLAAD                 | Artista de habla hispana más destacado | Christian Chávez       | Ganador   | [ 98 ] |
| 2016 | Premio Arlequín               | Trayectoria artística                  | Christian Chávez       | Ganador   | [ 99 ] |

Reconocimientos
- 2010: La revista People en Español lo nombró uno de "Los 50 más bellos".[100]
- 2012: La revista australiana Mate lo eligió como uno de los 500 gays más importantes de la historia, quedando en el puesto 242.[101]